# 桐棉镇
桐棉乡，是中华人民共和国广西壮族自治区崇左市宁明县下辖的一个乡镇级行政单位。

## 行政区划
桐棉乡下辖以下地区：
桐棉社区、桐棉村、恭敬村、那旭村、那却村、派时村、琴清村、那么村、那卜村、板烂村、板油村、那马村、那梨村、板岸村、板固村、板棉村和枯楠村。